# Catolaccus cyaneus
Catolaccus cyaneus är en stekelart som beskrevs av Girault 1911. Catolaccus cyaneus ingår i släktet Catolaccus och familjen puppglanssteklar. Inga underarter finns listade.